# Grytviken

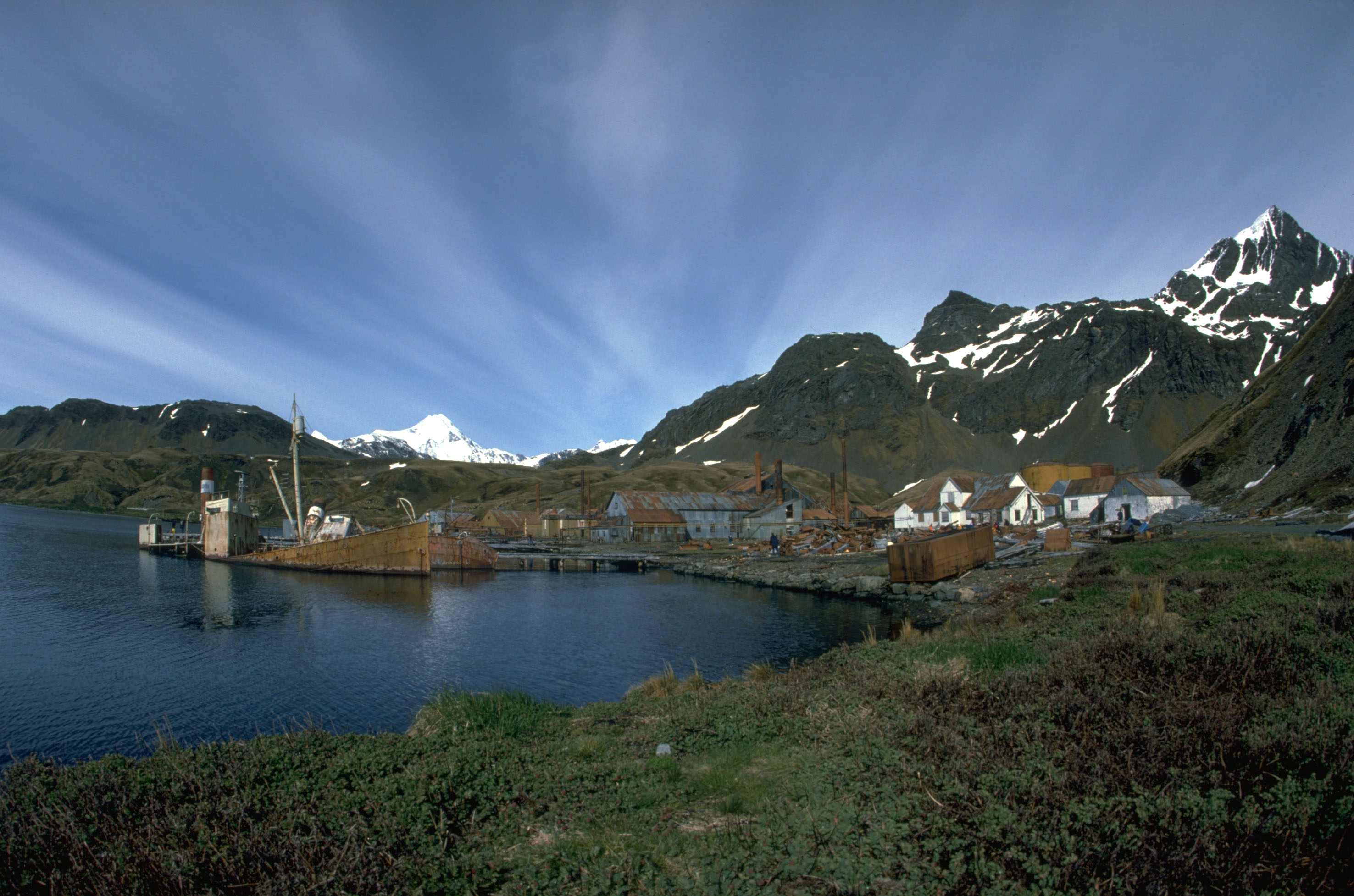
Bálnavadász-állomás, 1989

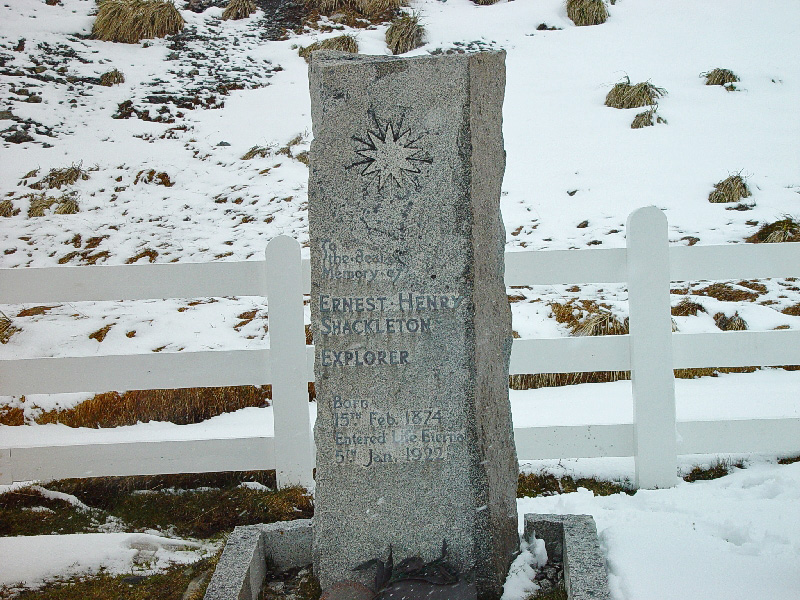
Shackleton sírja

Grytviken a Déli-Georgia-sziget fő települése, a legjobb kikötőhely a szigeten. Előtte terül el a Cumberland-öböl keleti ága és a King Edward-medence. A nevét 1902-ben kapta Johan Gunnar Andersontól.
A települést 1904. november 16-án alapította a norvég tengerészkapitány, Carl Anton Larsen mint bálnavadász-állomást. Az állomáson rögtön az első szezonban 195 bálnát ejtettek el és dolgoztak fel. Elefántfókákra szintén vadásztak. A csúcsidőszakban 300 ember dolgozott itt, ami az októbertől márciusig terjedő időszakot jelentette. Néhányan maradtak közülük a téli időszakra, hogy karbantartsák az állomást és a felszerelést. A következő évben Argentína időjárás-megfigyelő állomást épített ki a településen.
Ernest Shackleton birodalmi transzantarktiszi expedíciójának déli kiindulópontja volt Grytviken 1914-ben. Shackleton ezután egy újabb expedíciót is szervezett az Antarktiszra, de 1922-ben a tengeren halálos szívrohamot kapott. A településen temették el. 2011 novemberében a Shackleton jobbkezének tartott Frank Wild hamvait is itt temették el Shackleton sírja mellett.

## Fordítás
Ez a szócikk részben vagy egészben  a   Grytviken című angol Wikipédia-szócikk ezen változatának fordításán alapul.  Az eredeti cikk szerkesztőit annak laptörténete sorolja fel. Ez a jelzés csupán a megfogalmazás eredetét és a szerzői jogokat jelzi, nem szolgál a cikkben szereplő információk forrásmegjelöléseként.